# Stativgänga
Stativgänga är den gänga som används för att montera kameror (eller annan utrustning) på stativ.
Det finns två storlekar: 1/4"-20 UNC och 3/8"-16 UNC där den förstnämnda är den mindre och vanligaste av dem.
Normalt anger man det som UNC-gängor men båda gängorna är egentligen Whitworth-gängor. I de flesta fall (utom ½ ") och om det inte är väldigt stora krav på hållfasthet kan man använda UNC-gängade detaljer i kombination med W-gängade. UNC har 60 graders profilvinkel medan Whithworth har 55 grader. Stigning och diameter är lika för båda så det går att använda UNC vilken är lättare att få tag på än W-gängade. Gängornas kontaktytor är dock inte optimala på grund av vinkelskillnaden (60 och 55 grader).